# Lethe wilemani
Lethe wilemani är en fjärilsart som beskrevs av Matsumura 1909. Lethe wilemani ingår i släktet Lethe och familjen praktfjärilar. Inga underarter finns listade i Catalogue of Life.